# سیف‌آباد (کوهرنگ)
سیف‌آباد(قلعه خان)روستایی از توابع بخش بازفت شهرستان کوهرنگ در استان چهارمحال و بختیاری است.
«چشمه هیرده‌ها» از اماکن گردشگری این روستا می‌باشد که چندین چشمه را در خود جای داده‌است.